# Sitkówka (wieś)
Sitkówka (do 2012 Sitkówka-Nowiny) – wieś w Polsce położona w województwie świętokrzyskim, w powiecie kieleckim, w gminie Nowiny.
| SIMC    | Nazwa     | Rodzaj    |
| ------- | --------- | --------- |
| 0267447 | Trzcianki | część wsi |

W latach 1975–1998 miejscowość administracyjnie należała do województwa kieleckiego.
W Sitkówce znajdują się zakłady przemysłowe, m.in. „ZPW Trzuskawica S.A” czy „Alpol”. W przeszłości, w okresie międzywojennym oraz przed dużą industrializacją przeprowadzaną przez władze PRL w latach 1960–70, Sitkówka wraz z Trzciankami i Słowikiem była miejscem częstego wypoczynku mieszkańców Kielc ("letników"). Sitkówka graniczy z kieleckim osiedlem Sitkówka i z wsią Kowala.
W 2012 r. zmieniono urzędowo nazwę miejscowości z Sitkówka-Nowiny na Sitkówka.
Dojazd z Kielc zapewniają autobusy komunikacji miejskiej MPK Kielce linii nr 2, 19, 27 i 29 (czas dojazdu 20 minut).